# Giorgia Seren Gay
Giorgia Seren Gay (Milano, 3 ottobre 1968 – Torino, 31 marzo 2019) è stata un'attrice teatrale e doppiatrice italiana.

## Biografia

### Carriera
Figlia del compositore e produttore discografico Domenico Seren Gay, Giorgia iniziò il suo percorso artistico come attrice teatrale, partecipando a numerose produzioni nelle stagioni che vanno dal 1995 al 2000, in ruoli significativi.
Frequentò i corsi di doppiaggio diretti da Mario Brusa, dando poi la voce prevalentemente a personaggi di telenovelas ispaniche.

### Morte
Giorgia Seren Gay è morta improvvisamente la notte tra il 31 marzo e il 1º aprile 2019 a Torino, all'età di 50 anni.

## Doppiaggio
- María Renée Prudencio in Pasión Morena e Amore senza tempo
- Marcela Posada in Betty la fea e Ecomoda
- Carla Regina in Garibaldi, l'eroe dei due mondi
- Ashley Bashioum e Kelly Kruger in Febbre d'amore
- Johanna Bonninghaus in Tempesta d'amore
- Fernanda Muniz in Terra nostra
- Chusa Barbero in Per sempre